# Pseudo-Dionizije Areopagit
Pseudo-Dionizije Areopagita je naziv kojim se označava anonimni kršćanski autor iz kasnog 5. i ranog 6. stoljeća koji je sastavio korpus teološko-mističnih spisa (lat. Corpus Areopagiticum) na grčkom jeziku, nastalih oko 500. godine, a sačuvanih pod imenom Dionizija Areopagita, prvog kršćanskog biskupa grada Atene.

## Identitet autora
Budući da je anonimni autor svoja djela potpisao imenom Dionizija, ranog kršćanskog konvertita, njegov stvarni identitet ostao je nepoznat. Njegov identitet doveo je u pitanje već u 6. stoljeću Hipatija iz Efeza, a kasnije i Nikola Kuzanski. Međutim, prvu ozbiljnu kritiku i sumnju u autorstvo napravio je Lorenzo Valla 1456. i John Grocyn 1501. godine. Te opservacije prihvatio je i Erazmo Roterdamski od 1504. nadalje.
U novije vrijeme smatra se da je Pseudo-Dionizije bio možda neki sirijski redovnik, koji je živio u Proklovo doba, a moguće je i da je bio Proklov učenik. Novija istraživanja sugeriraju kako je autor ovih spisa zapravio bio gruzijski teološki pisac Petar Iberijski ili atenski filozof Damaskije.

## Djela i učenje
Uz Pseudo-Dionizija vezuju se sljedeća djela:
- "O Božjim imenima" (De Divinis Nominibus)
- "O nebeskoj hijerarhiji" (De coelesti hierarchia)
- "O crkvenoj hijerarhiji" (De ecclesiastica hierarchia)
- "O mističnom bogoslovlju" (De mystica theologia)

kao i deset pisama upućenih različitim osobama.
Svrha ovih traktata i pisama bila je da se novoplatonistička filozofija pomiri s kršćanskom teologijom i misticizmom. Ova su djela znatno utjecala na razvoj Zapadne kršćanske doktrine i duhovnosti, kojoj je odredila religijski i bogoslužni karakter.
Djela O božjim imenima, O mističkoj teologiji, O nebeskoj hijerarhiji i O crkvenoj hijerarhiji predstavljaju glavne spise Corpusa Areopagiticuma, a u uz njih se nalazi i deset pisama. Njihov sadržaj pruža zaokruženu teologiju, koja obrađuje Sveto trojstvo i svijet anđela, inkarnaciju i iskupljenje, te pruža simbolično i mistično objašnjenje svega postojećeg.
Srednjovjekovni filozof Ivan Skot Eriugena preveo je Pseudo-Dionizijeve spise na latinski, a komentare na njih napisali su skolastički pisci 12. i 13. stoljeća,  Hugo od svetog Viktora, Albert Veliki i Toma Akvinski. Učenja Pseudo-Dionizija utjecala su na njemačke mistike u 14. i 15. stoljeću te na španjolske mistike u 16. stoljeću.